# Parafia Narodzenia Najświętszej Maryi Panny w Krynkach
Parafia Narodzenia Przenajświętszej Bogurodzicy – parafia prawosławna w Krynkach, w dekanacie Sokółka diecezji białostocko-gdańskiej.
Na terenie parafii funkcjonuje 1 cerkiew i 2 kaplice:
- cerkiew Narodzenia Najświętszej Maryi Panny w Krynkach – parafialna
- kaplica św. Antoniego Wielkiego w Krynkach – cmentarna
- kaplica Położenia Ryzy Matki Bożej w Ozieranach Wielkich – cmentarna

## Historia
Parafia powstała w 1505. Obecna cerkiew parafialna pochodzi z 1864. W 1981 z parafii w Krynkach wydzielono parafię w Kruszynianach.
W 2005 parafia liczyła 650 osób, a w 2017 – 490.

## Zasięg terytorialny
Do parafii należą wierni z miejscowości: Krynki, Białogorce, Ciumicze, Górka, Nowa Grzybowszczyzna, Ozierany Małe, Ozierany Wielkie i Sanniki.

## Wykaz proboszczów
- 1649 – ks. Szymon Lewkowicz
- 1669 – ks. Andrzej Lewkowicz
- 1687 – ks. Antoni Lewkowicz
- 1787–1812 – ks. Jan Ossuchowski
- 1812–1815 – ks. Benedykt Woszczełowicz
- 1815–1821 – ks. Olimpiusz Zieliński
- 1821–1845 – ks. Jan Stupnicki
- 1845–1849 – ks. Jan Kreczetowicz
- 1849–1850 – ks. Jan Stupnicki
- 1850–1853 – ks. Teodor Lewicki
- 1853–1907 – ks. Grzegorz Proniewski
- 1907–1914 – ks. Nikanor Puczkowski
- 1914–1918 – przerwa w działalności parafii
- 1918–1919 – ks. Julian Mantur (administrator)
- 1919–1932 – ks. Zenobiusz Czakwin
- 1932–1970 – ks. Antoni Sawicz
- 1970–1978 – ks. Grzegorz Szyryński
- 1978–1981 – ks. Włodzimierz Parfien
- 1981–2020 – ks. Piotr Charytoniuk[2]
- od 2020 – ks. Justyn Jaroszuk[4]

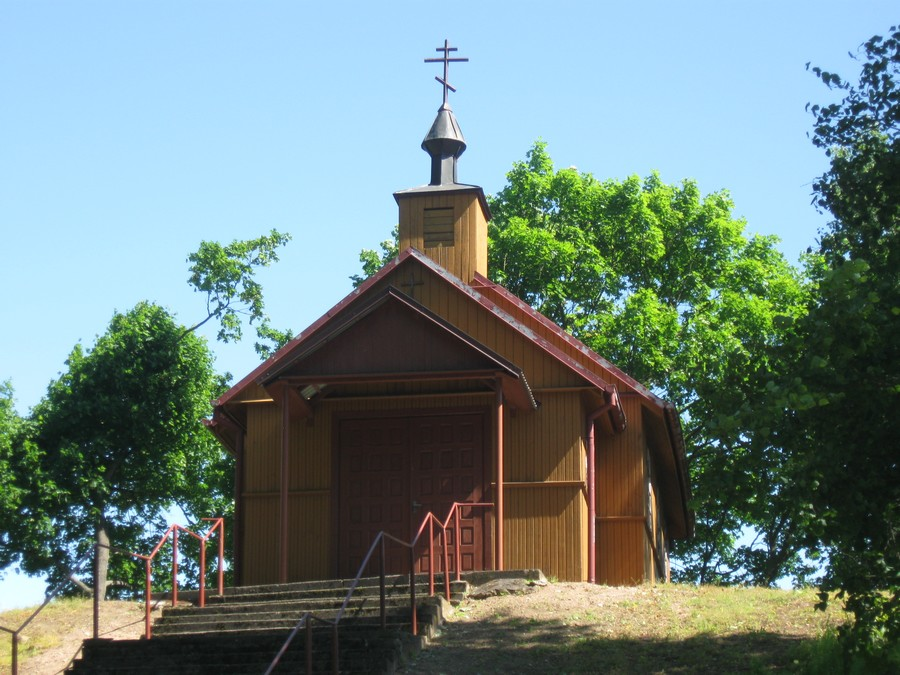
Kaplica cmentarna św. Antoniego Wielkiego w Krynkach
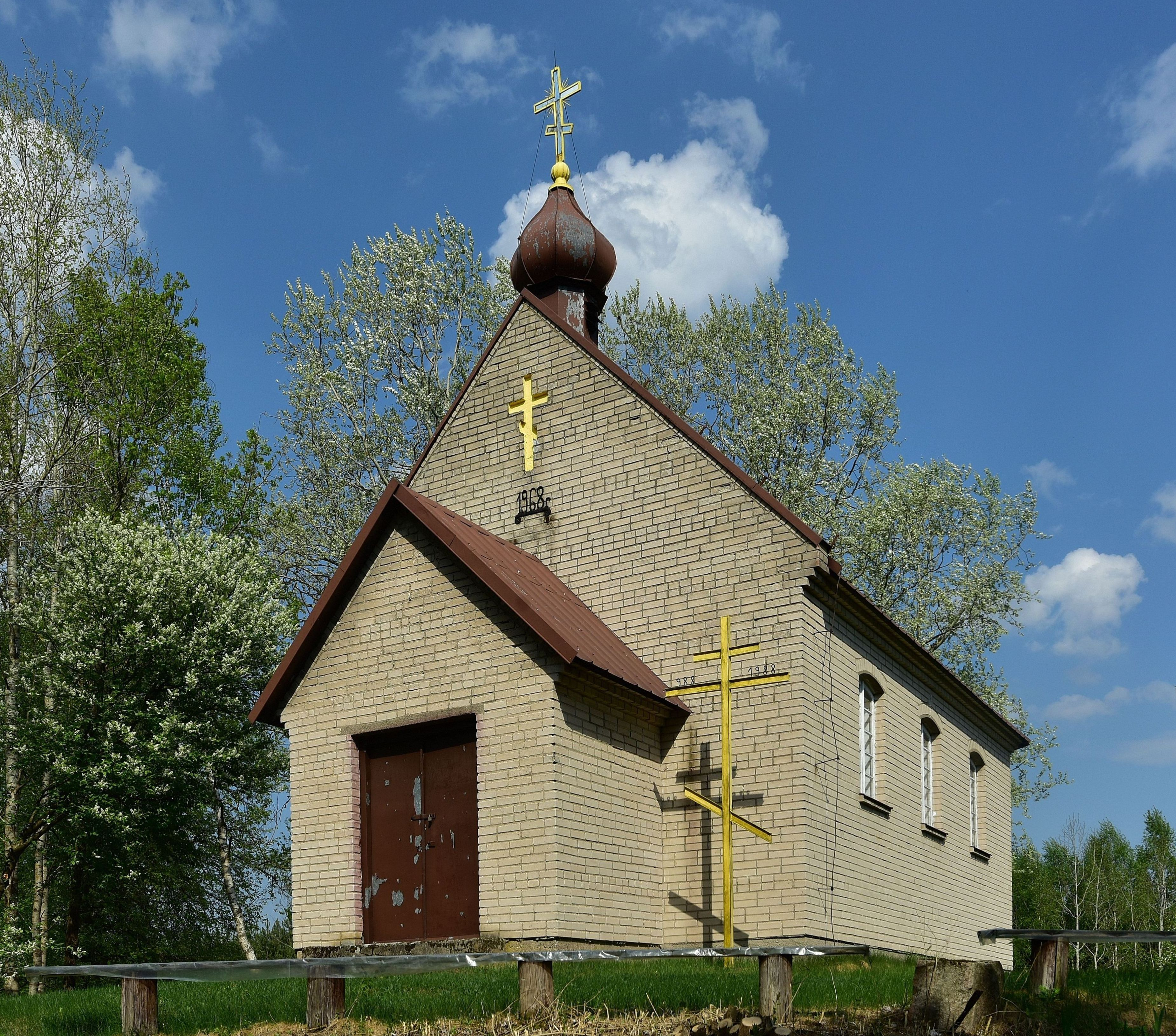
Kaplica cmentarna Położenia Ryzy Matki Bożej w Ozieranach Wielkich